# Albert Patrick Toetu

a Compétitions nationales et continentales officielles uniquement.

b Matchs officiels uniquement.
Dernière mise à jour le 9 juin 2020.
Albert Patrick Toetu est un joueur de rugby à XV international samoan, né le 14 mars 1984 à Auckland (Nouvelle-Zélande), qui évolue au poste de pilier (1,80 m pour 125 kg).

## Biographie
Albert Patrick Toetu était un éducateur pour les enfants en difficulté en Nouvelle-Zélande. Il est repéré par Tarbes en 2007 les entraineurs  se demanda comment il pouvait joueur avec son physique imposant  (1,80 m pour 136 kg). Il quitte Tarbes Pyrénées rugby en 2011 pour jouer avec le promu en Top 14 : l'Union Bordeaux Bègles où il joue beaucoup pendant la 1re saison, l'année suivante il est le pilier le plus sanctionné du Championnat de France de rugby à XV. En 2013, il prolonge son contrat qui le lie avec Union Bordeaux Bègles mais les blessures se font plus nombreuses. Lors de la saison 2014-2015, il se blesse et joue très peu et fait face à la concurrence des autres piliers de l'équipe : Francisco Gómez Kodela, Sekope Kepu ou encore Jean-Baptiste Poux.
Il est sélectionné pour jouer un test match avec l'équipe des Samoa en 2014.
Le club du Club athlétique Brive Corrèze Limousin le contacte en début de saison 2015-2016 car en manque de temps de jeu, il décide de quitter le club girondins pour jouer plus souvent. En 2017, il quitte Brive et signe un contrat de trois ans avec le SC Albi qui sera entraîné par son coéquipier à Brive Arnaud Méla à partir de l'été 2017.

## Carrière
- 2007-2011 : Tarbes PR
- 2011-2016 : Union Bordeaux Bègles
- 2016-2017 : Club athlétique Brive Corrèze
- Depuis 2017 : SC Albi